# Joculator parvulus
Joculator parvulus is een slakkensoort uit de familie van de Cerithiopsidae. De wetenschappelijke naam van de soort is voor het eerst geldig gepubliceerd in 2012 door Cecalupo & Perugia.